# S&P 500
S&P 500 burzovni je indeks na njujorškim burzama vrijednosnih papira NYSE i NASDAQ. S&P 500 indeks dio je širih indeksa S&P 1500 i S&P Global 1200. Jedan je od 7 glavnih indeksa burza vrijednosnih papira u SAD-u. Uveden je 1957. godine, a održava ga i kreira američka tvrtka za financijske usluge i izvještavanje Standard & Poor's. Indeks objedinjava 500 tržišno najvrijednijih dioničkih društava čijim se dionicama u SAD-u aktivno trguje. Obuhvaća uglavnom dionice kompanija sa sjedištem u SAD-u, iako nekoliko kompanija koje kotiraju nisu iz SAD-a. Nakon Dow Jones indeksa ovom indeksu posvećuje se najviše pažnje u praćenju kretanja na burzama vrijednosnih papira u SAD-u, ali i šire. Na temelju podataka koje pruža S&P 500 od njegova postanka pa do danas investirano je na stotine milijardi američkih dolara. Nekoliko investicijskih fondova čak nudi ulaganja koja u potpunosti preslikavaju S&P 500 indeks, naravno, u manjim vrijednostima, ali u istim proporcijama.

## Povijest
Standard & Poor's svoj je prvi indeks objavio 1923. godine pod nazivom S&P 90, a kao što mu i ime govori, obuhvaćao je 90 najatkraktivnijih kompanija. Dana 4. travnja 1957. godine javnosti je predstavljen S&P 500. Zahvaljujući tehnologiji obrade podataka u to vrijeme, vrijednost dionica mogla se izračunati u realnom vremenu. Indeks je s vremenom široko prihvaćen kao generalni pokazatelj vrijednosti dionica, kako onih stabilnih, tako i nestabilnih.
Vrijednost indeksa u travnju 2011. godine iznosila je oko 1.350 bodova, dok se kroz svoju povijest znala kretati i do gotovo 1.600 bodova. Ovaj, kao i ostali vodeći američki indeksi, gotovo kontinuirano raste od 2009. godine. Tijekom 2014. godine S&P probio je prvi put u povijesti razinu od 2000, a tijekom 2015. i razinu od 2100 bodova.

## Odabir kompanija
O izboru komponenti odluke donosi Odbor. Iako kompanije iz SAD-a čine većinu, obuhvaćeno je i mnogo kompanija iz drugih zemalja (među njima su i one čije dionice nikada nisu kotirale na burzama u SAD-u). Odbor odabire kompanije koje u konačnici predstavljaju pojedine industrijske grane u gospodarstvu SAD-a.
Zanimljivo je navesti to kako kompanije koje su tržišno vrlo vrijedne, ali ne kotiraju na burzi nego su u vlasništvu jedne ili više fizičkih i pravnih osoba ne utječu na indeks. Primjer je kompanija Berkshire Hathaway (glavni je dioničar Warren Buffett), čija je tržišna vrijednost dionica oznake A iznimno visoka (oko 100.000 američkih dolara u siječnju 2011. godine) i pojedinačne dionice imaju vrlo visoku cijenu, tako da je njima teško trgovati. Ipak, dionice Berkshire Hathawaya s oznakom B uvrštene su u indeks.

## Održavanje indeksa
Vrijednost svake kompanije dobiva se tako da se tržišna cijena njezinih dionica koje kotiraju na burzi pomnoži s ukupnim brojem tih dionica. U održavanju indeska potrebno je voditi računa o spanjanju i pripajanju pojedinih kompanija, jer to bitno utječe na njegovu konačnu vrijednost. Svaka prilagodba provodi se nakon zaključenog trgovanja, a podaci o vrijednosti indeksa osvježavaju se svakih 15 sekundi.